# Johnny Fontane
Johny Fontane je fiktivní postava zpěváka, herce a filmového producenta z románu Kmotr od Maria Puza. Jeho předobrazem se stal Frank Sinatra, ačkoliv to spisovatel nikdy nepotvrdil.

## Charakteristika
Johnny je jedním z kmotřenců Vita Corleona. Je zpěvákem a filmovým hercem. Původně podepsal smlouvu s jedním kapelníkem, který jej však odíral. Don Corleone se za kapelníkem vypravil a nabídl mu značnou finanční částku, pokud podepíše dokument, že se vzdává veškerých práv vyplývajících z původní smlouvy z Johnnym Fontanou. Kapelník odmítá, druhý den jde don požádat znovu. Přiloží kapelníkovi k hlavě revolver a oznámí mu, že za minutu bude na papíře buď jeho podpis, nebo jeho mozek.
Johny je rozvedený se svou první ženou Virginií, avšak velice miluje své dvě dcery a svoji bývalou rodinu pravidelně navštěvuje.
Později však Johnnymu přestává zpěv jít, zazpívá jednu píseň a odchází mu hlas, zároveň řeší problémy s druhou manželkou, která mu je nevěrná a vysmívá se mu. Dostaví se na svatbu Constanzie Corleonové a Carla Rizziho, kde zpívá soubojové duo spolu s Ninem Valentim. Tam před donem naříká a žádá o pomoc pro získání role ve válečném filmu Jacka Woltze, který odmítá, mimo jiné proto, že se Johnny vyspal s jeho ženou. Don mu vynadá, aby se nechoval jako finocchio (italsky „teplouš“) a do Hollywoodu za Woltzem posílá Toma Hagena. Woltz se odmítá dohodnout. Kvůli tomu je velmi cennému závodnímu koni Chartumovi, kterého si Woltz koupil na chov, useknuta hlava a nechána v nohách jeho postele. Woltz tak pozná sílu Corleonů a svolí. Film přinese Johnnymu slávu a i díky donově vlivu získá Oscara.
Poté se stává s přispěním kapitálu Corleonů úspěšným filmovým producentem. Aby se odvděčil donovi, přivádí do Hollywoodu Nina Valentiho. Přes svoje problémy s hlasivkami s ním nazpívá desku tradičních sicilských písní. Nino se za jeho podpory stává hercem, poté se ale ničí alkoholem a na následky pití umírá.
Během těchto let mu Jules Segal, lékař v lasvegaském hotelu patřícím Corleonovým, diagnostikuje výrůstek na hlasikách, odstraní ho a Johnny je opět schopen zpívat. Poslední scénou v románu, kde je Johnny přítomen, je pohřeb dona Corleona.